# Henri Coutet
Pour les articles homonymes, voir Coutet.
Henri Coutet est un acteur français, né le 28 juin 1909 à Vaujours (Seine-Saint-Denis), mort le 26 mars 1999 au May-sur-Èvre (Maine-et-Loire).

## Biographie
Du début de sa carrière en 1943 à sa retraite en 1984, Henri Coutet a tourné dans plus de 100 films et téléfilms ou épisodes de feuilleton télévisuel. Il n'a jamais eu de premier ni de second rôle, et est resté toute sa vie cantonné aux petits rôles et silhouettes.

## Filmographie

### Cinéma
- 1943 : Un seul amour de Pierre Blanchar - (Casimir et Xavier)
- 1943 : Vautrin de Pierre Billon
- 1944 : La cage aux rossignols de Jean Dréville
- 1944 : Le Père Goriot de Robert Vernay d'après Honoré de Balzac - (Christophe)
- 1945 : L'ange qu'on m'a donné de Jean Choux
- 1945 : Le Capitan de Robert Vernay - film tourné en deux époques -
- 1946 : Paris des quatre saisons, numéro un de Jean Masson - court métrage -
- 1947 : Émile l'Africain de Robert Vernay - (Un acteur)
- 1947 : Fort de la solitude de Robert Vernay - (Cassagneau)
- 1947 : La Visiteuse d'Albert Guyot - moyen métrage -
- 194/ : Fantomas contre Fantomas de Robert Vernay - (Le comptable)
- 1949 : Au royaume des cieux de Julien Duvivier - (Garrat)
- 1949 : Le Jugement de dieu de Raymond Bernard - (Herman, un adjoint de M. Bernauer)
- 1949 : Plus de vacances pour le Bon Dieu de Robert Vernay - (L'oncle Alfred)
- 1949 : Véronique de Robert Vernay - (Le garçon)
- 1949 : Dieu a besoin des hommes de Jean Delannoy
- 1950 : Andalousie de Robert Vernay - version espagnole El sueño de Andalucia de Luis Lucia - (Le capitaine)
- 1950 : Justice est faite d'André Cayatte
- 1950 : ...Sans laisser d'adresse de Jean-Paul Le Chanois - (Un linotypiste)
- 1950 : Sous le ciel de Paris de Julien Duvivier - (Le délégué syndical)
- 1951 : Agence matrimoniale de Jean-Paul Le Chanois
- 1951 : Casque d'Or de Jacques Becker
- 1951 : Trois Femmes d'André Michel
- 1952 : Les amours finissent à l'aube d'Henri Calef
- 1952 : Lettre ouverte d'Alex Joffé - (Un locataire)
- 1952 : Nous sommes tous des assassins d'André Cayatte - (Un gardien)
- 1952 : La Pocharde de Georges Combret
- 1952 : Quitte ou double de Robert Vernay
- 1952 : Les Dents longues de Daniel Gélin - (Un journaliste)
- 1952 : Si Versailles m'était conté de Sacha Guitry - (Un révolutionnaire)
- 1953 : Un acte d'amour - Act of love - d'Anatole Litvak
- 1954 : L'Air de Paris de Marcel Carné - (Un fort des Halles)
- 1954 : Les Évadés de Jean-Paul Le Chanois
- 1954 : Interdit de séjour de Maurice de Canonge - (Un geôlier)
- 1954 : Les Intrigantes d'Henri Decoin - (Un contrôleur)
- 1954 : Papa, maman, la bonne et moi de Jean-Paul Le Chanois - (L'employé des bus parisiens)
- 1954 : Les pépées font la loi de Raoul André
- 1954 : Sur le banc de Robert Vernay - (Un clochard)
- 1954 : Escalier de service de Carlo Rim
- 1955 : Les Diaboliques d'Henri-Georges Clouzot - (l'employé de la morgue)
- 1955 : Les Carnets du Major Thompson de Preston Sturges d'après Pierre Daninos
- 1955 : Les Duraton d'André Berthomieu - (Le gendarme de service)
- 1955 : Marie Antoinette de Jean Delannoy
- 1955 : Milord l'Arsouille de André Haguet
- 1955 : Papa, maman, ma femme et moi de Jean-Paul Le Chanois - (l'homme qui amène le panneau pour la vente des appartements)
- 1955 : Le Secret de sœur Angèle de Léo Joannon
- 1955 : Si Paris nous était conté de Sacha Guitry - (Un consommateur)
- 1955 : Les Impures de Pierre Chevalier - (Le gardien du port fluvial)
- 1955 : M'sieur la Caille d'André Pergament
- 1956 : L'Homme aux clés d'or de Léo Joannon
- 1956 : Je reviendrai à Kandara de Victor Vicas
- 1956 : La Joyeuse Prison d'André Berthomieu
- 1956 : Les carottes sont cuites de Robert Vernay
- 1956 : Les Lumières du soir de Robert Vernay
- 1956 : Des gens sans importance d'Henri Verneuil - (Un employé du garage)
- 1956 : Voici le temps des assassins de Julien Duvivier - (L'homme qui annonce l'accident)
- 1957 : Les Amants de demain de Marcel Blistène
- 1957 : À pied, à cheval et en voiture de Maurice Delbez
- 1957 : Les Espions d'Henri-Georges Clouzot - (Un agent)
- 1957 : Ni vu… Ni connu… d'Yves Robert - (Un détenu)
- 1957 : Pot-Bouille de Julien Duvivier d'après Émile Zola - (Un ouvrier dans la cour)
- 1957 : Quand la femme s'en mêle d'Yves Allégret
- 1957 : Le rouge est mis de Gilles Grangier - (Le serveur du café "A la bonne santé")
- 1957 : Sans famille d'André Michel - (Un paysan)
- 1957 : Le Septième Ciel de Raymond Bernard
- 1957 : Sois belle et tais-toi de Marc Allégret - (Le chauffeur du fourgon)
- 1957 : Le Tombeur de René Delacroix
- 1957 : Le Cas du docteur Laurent de Jean-Paul Le Chanois - (Le chauffeur du car)
- 1958 : Maigret tend un piège de Jean Delannoy - (Le garçon de la brasserie)
- 1958 : Les Misérables de Jean-Paul Le Chanois - film tourné en deux époques -
- 1958 : À pied, à cheval et en spoutnik de Jean Dréville
- 1958 : Archimède le clochard de Gilles Grangier - (Un gardien de prison)
- 1958 : Drôles de phénomènes de Robert Vernay
- 1958 : En légitime défense d'André Berthomieu
- 1958 : Faibles femmes de Michel Boisrond
- 1958 : Le temps des œufs durs de Norbert Carbonnaux - (L'agent disant "Posez-les là")
- 1958 : Madame et son auto de Robert Vernay
- 1958 : Messieurs les ronds de cuir d'Henri Diamant-Berger - (Un joueur de cartes)
- 1958 : Un drôle de dimanche de Marc Allégret - (Un serveur du restaurant)
- 1958 : Mademoiselle et son gang de Jean Boyer - (Félix, le jardinier de la villa)
- 1958 : Les Yeux de l'amour de Denys de La Patellière
- 1958 : Rafles sur la ville de Pierre Chenal - (un homme à l'hôtel)
- 1959 : Le Baron de l'écluse de Jean Delannoy - (Le paysan qui vient rechercher sa belle-mère)
- 1959 : Le Chemin des écoliers de Michel Boisrond - (L'homme demandant des volontaires)
- 1959 : La Jument verte de Claude Autant-Lara - (L'employé du cimetière)
- 1959 : Maigret et l'Affaire Saint-Fiacre de Jean Delannoy - (Un client de l'épicerie)
- 1959 : Monsieur Suzuki de Robert Vernay
- 1959 : Pantalaska de Paul Paviot
- 1959 : Par-dessus le mur de Jean-Paul Le Chanois - (Un voisin)
- 1959 : Préméditation d'André Berthomieu
- 1959 : Rue des prairies de Denys de La Patellière - (Un employé au rapatriement)
- 1959 : Vous n'avez rien à déclarer ? de Clément Duhour
- 1959 : La Marraine de Charley de Pierre Chevalier
- 1959 : Le Bossu d'André Hunebelle
- 1960 : Tête folle de Robert Vernay
- 1960 : Le Capitan d'André Hunebelle - (Un laquais de Gisèle)
- 1960 : L'Ours d'Edmond Séchan
- 1960 : Le Mouton de Pierre Chevalier - (Un gardien de prison)
- 1960 : La Princesse de Clèves de Jean Delannoy d'après Madame de Lafayette
- 1961 : Les Amours célèbres de Michel Boisrond, dans le sketch : Les comédiennes
- 1961 : La Peau et les Os de Jean-Paul Sassy
- 1962 : Les Mystères de Paris d'André Hunebelle - (Le nouveau locataire) d'après Eugène Sue
- 1962 : Les Bonnes Causes de Christian-Jacque - (Le vigile)
- 1963 : Cherchez l'idole de Michel Boisrond - (Le préposé à l'audition)
- 1963 : Carambolages de Marcel Bluwal
- 1963 : Méfiez-vous, mesdames d'André Hunebelle
- 1964 : Les Aventures de Salavin de Pierre Granier-Deferre
- 1964 : Les Amitiés particulières de Jean Delannoy - (L'employé de l'institution)
- 1964 : Fantomas d'André Hunebelle - (Un témoin)
- 1964 : Mata Hari, agent H21 de Jean-Louis Richard - (Un soldat)
- 1964 : Le Majordome de Jean Delannoy - (L'huissier)
- 1964 : Thomas l'imposteur de Georges Franju
- 1964 : Passeport diplomatique agent K 8 de Robert Vernay
- 1965 : Paris au mois d'août de Pierre Granier-Deferre
- 1966 : Trois enfants dans le désordre de Léo Joannon - (Le garçon de bureau)
- 1966 : Le Jardinier d'Argenteuil de Jean-Paul Le Chanois - (Un consommateur)
- 1966 : Sale temps pour les mouches... - Commissaire San Antonio de Guy Lefranc
- 1966 : Le Soleil des voyous de Jean Delannoy - (Le vigile)
- 1966 : La Nuit des généraux d'Anatole Litvak  - (Un garçon de café)
- 1967 : Lagardère de Jean-Pierre Decourt - version pour le cinéma d'un feuilleton télévisé -
- 1968 : La Coqueluche de Christian-Paul Arrighi
- 1969 : Les Choses de la vie de Claude Sautet - (L'employé de la salle des ventes)
- 1969 : Élise ou la vraie vie de Michel Drach - (Un ouvrier)
- 1970 : Max et les ferrailleurs de Claude Sautet
- 1971 : César et Rosalie de Claude Sautet - (M. fantis)
- 1972 : Le Franc-Tireur ou Les hasards de la gloire de Jean-Max Causse et Roger Taverne - (Le berger)
- 1973 : OK patron de Claude Vital
- 1974 : Vincent, François, Paul et les autres de  Claude Sautet - (Henri)
- 1974 : C'est pas parce qu'on a rien à dire qu'il faut fermer sa gueule de Jacques Besnard
- 1974 : L'important c'est d'aimer d'Andrzej Zulawski - (Le père de Jacques) (rôle coupé au montage final)
- 1974 : Guerre et Amour (Love and death) de Woody Allen - (Minskov)
- 1976 : Mado de Claude Sautet
- 1976 : Police python 357 de Alain Corneau
- 1977 : L'Imprécateur de Jean-Louis Bertuccelli
- 1980 : Clara et les chics types de Jacques Monnet

### Télévision
- 1961 : Le Théâtre de la jeunesse : Cosette d'après Les Misérables de Victor Hugo, réalisation Alain Boudet
- 1964 : L'Abonné de la ligne U de Yannick Andreï
- 1965 : Commandant X - épisode : Le Dossier Pyrénées de Jean-Paul Carrère
- 1968 : Les Enquêtes du commissaire Maigret de Michel Drach, épisode : L'Inspecteur Cadavre : un client
- 1971 : Tang, feuilleton télévisé d'André Michel : l’abbé Boissarie (ép. 11)
- 1973 : Joseph Balsamo, feuilleton télévisé d'André Hunebelle
- 1973 : Molière pour rire et pour pleurer de Marcel Camus, (Feuilleton TV)
- 1974 : Puzzle, téléfilm d'André Michel : le concierge
- 1974-1986 : Messieurs les jurés : L'huissier (Série TV)
- 1976 : Adios, mini-série réalisée par André Michel
- 1978 : Les Enquêtes du commissaire Maigret, épisode : Maigret et les témoins récalcitrants de Denys de La Patellière
- 1978 : Médecins de nuit de Philippe Lefebvre, épisode : Anne
- 1979 : Un juge, un flic de Denys de La Patellière, seconde saison (1979), épisode : Une preuve de trop
- 1980 : Les Mystères de Paris d'André Michel

## Théâtre
- 1961 : Le Christ recrucifié de Níkos Kazantzákis, mise en scène Marcelle Tassencourt, Théâtre Montansier
- 1962 : Le Christ recrucifié, Odéon-Théâtre de France